# 拉佩雷爾灣

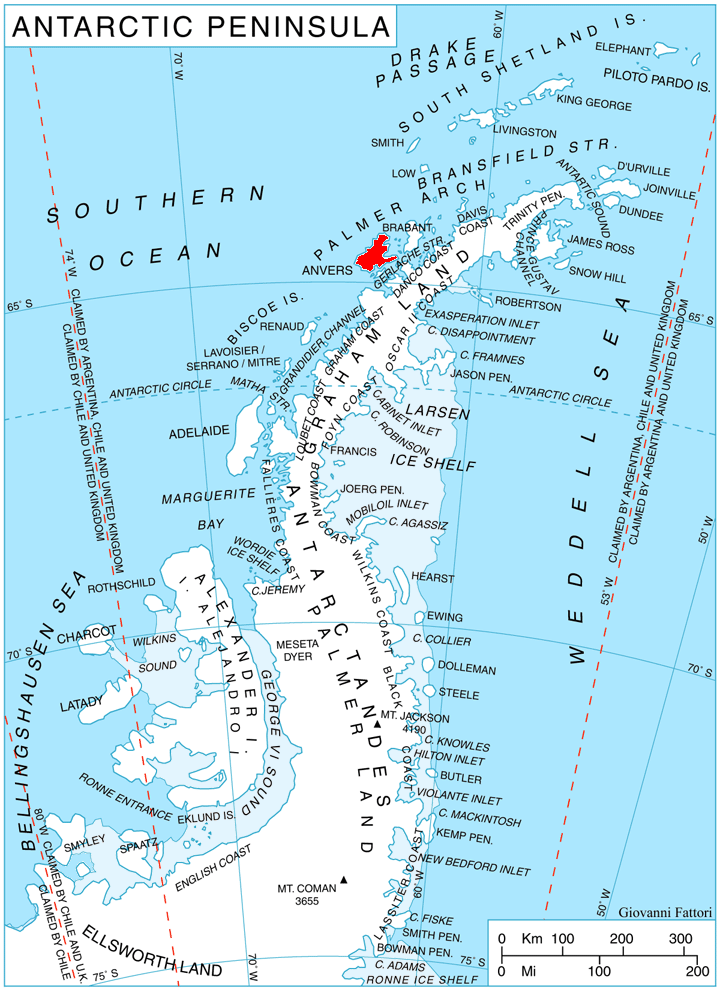

64°23′S 63°15′W / 64.383°S 63.250°W
拉佩雷爾灣（英語：Lapeyrère-Bucht）是南極洲的海灣，位於帕默群島的昂韋爾島東北岸，處於古爾頓半島北部，長13公里、寬4公里，由德國探險隊發現，以法國海軍少將命名。